# Lijst van gemeentelijke monumenten in Raalte
De gemeente Raalte heeft 77 gemeentelijke monumenten, hieronder een overzicht. 

## Broekland
De plaats Broekland kent 5 gemeentelijke monumenten:
| Object    | Bouwjaar | Architect | Locatie               | Coördinaten                   | Nr.        | Afbeelding |
| --------- | -------- | --------- | --------------------- | ----------------------------- | ---------- | ---------- |
| Boerderij |          |           | Horstweg 7 + 7a       | 52° 21' 46" NB, 6° 12' 10" OL | 0177/WN002 | Boerderij  |
| Boerderij |          |           | Neppelenbroekerdijk 1 | 52° 21' 34" NB, 6° 13' 1" OL  | 0177/WN003 | Boerderij  |
| Boerderij |          |           | Neppelenbroekerdijk 4 | 52° 21' 26" NB, 6° 12' 39" OL | 0177/WN004 | Boerderij  |
| Pastorie  |          |           | Van Dongenstraat 8    | 52° 21' 46" NB, 6° 11' 60" OL | 0177/WN005 | Pastorie   |
| R.K.-kerk |          |           | Van Dongenstraat 10   | 52° 21' 47" NB, 6° 11' 60" OL | 0177/WN001 | R.K.-kerk  |

## Heeten
De plaats Heeten kent 10 gemeentelijke monumenten:
| Object                             | Bouwjaar | Architect | Locatie                       | Coördinaten                   | Nr.        | Afbeelding                         |
| ---------------------------------- | -------- | --------- | ----------------------------- | ----------------------------- | ---------- | ---------------------------------- |
| Schoorsteen voormalige melkfabriek |          |           | Dorpsstraat 41                | 52° 19' 48" NB, 6° 17' 0" OL  | 0177/WN006 | Schoorsteen voormalige melkfabriek |
| Boerderij                          |          |           | Holterweg 46                  | 52° 19' 47" NB, 6° 17' 54" OL | 0177/WN007 | Boerderij                          |
| Boerderij                          |          |           | Holterweg 52                  | 52° 19' 35" NB, 6° 18' 15" OL | 0177/WN008 | Boerderij                          |
| Boerderij                          |          |           | Schoonhetenseweg 46           | 52° 21' 39" NB, 6° 18' 2" OL  | 0177/WN009 | Boerderij                          |
| Boerderij                          |          |           | Schoonhetenseweg 60           | 52° 20' 45" NB, 6° 17' 52" OL | 0177/WN010 | Boerderij                          |
| Boerderij                          |          |           | Spanjaardsdijk 2              | 52° 19' 25" NB, 6° 16' 57" OL | 0177/WN011 | Boerderij                          |
| Boerderij                          |          |           | Speelmansweg 5                | 52° 21' 27" NB, 6° 19' 12" OL | 0177/WN012 | Boerderij                          |
| Brug, ophaalburg                   |          |           | Spekschateweg / Weeleweg Ong. |                               | 0177/WN013 | Upload foto                        |
| Boerderij                          |          |           | Weeleweg 13                   | 52° 20' 4" NB, 6° 14' 7" OL   | 0177/WN014 | Boerderij                          |
| Brug, ophaalbrug                   |          |           | Zonnenbergerdijk Ong.         |                               | 0177/WN015 | Upload foto                        |

## Heino
De plaats Heino kent 24 gemeentelijke monumenten:
| Object                                         | Bouwjaar | Architect | Locatie               | Coördinaten                   | Nr.        | Afbeelding                                     |
| ---------------------------------------------- | -------- | --------- | --------------------- | ----------------------------- | ---------- | ---------------------------------------------- |
| Boerderij behorend bij landgoed                |          |           | Bendijksweg 50        | 52° 25' 52" NB, 6° 13' 20" OL | 0177/WN016 | Boerderij behorend bij landgoed                |
| Woonhuis                                       |          |           | Canadastraat 5        | 52° 26' 7" NB, 6° 14' 8" OL   | 0177/WN017 | Woonhuis                                       |
| Bezoekerscentrum in voormalige maalderij       |          |           | Canadastraat 6        | 52° 26' 7" NB, 6° 14' 2" OL   | 0177/WN018 | Meer afbeeldingen                              |
| Schoolgebouw                                   |          |           | Canadastraat 37       | 52° 26' 4" NB, 6° 14' 21" OL  | 0177/WN019 | Schoolgebouw                                   |
| Woonhuis / winkel                              |          |           | Canadastraat 2 + 4    | 52° 26' 7" NB, 6° 14' 0" OL   | 0177/WN020 | Meer afbeeldingen                              |
| Woonhuis                                       |          |           | Canadastraat 7 + 7a   | 52° 26' 7" NB, 6° 14' 9" OL   | 0177/WN021 | Woonhuis                                       |
| R.K.-kerk met pastorie                         |          |           | Canadastraat 24 + 26  | 52° 26' 7" NB, 6° 14' 6" OL   | 0177/WN022 | R.K.-kerk met pastorie                         |
| Boerderij “De Wildenberg”, met betegelde kamer |          |           | Kleinjansweg 6        | 52° 26' 31" NB, 6° 16' 20" OL | 0177/WN023 | Boerderij “De Wildenberg”, met betegelde kamer |
| Boerderij “De Bredenhorst’                     |          |           | Molenweg 10           | 52° 26' 35" NB, 6° 12' 31" OL | 0177/WN024 | Boerderij “De Bredenhorst’                     |
| Kadaverput                                     |          |           | Nieuwe Wetering Ong.  |                               | 0177/WN025 | Kadaverput                                     |
| Schrikhekken                                   |          |           | Nieuwe Wetering Ong.  |                               | 0177/WN026 | Upload foto                                    |
| Woonhuis behorend bij landgoed                 |          |           | Rozendaelseweg 14     | 52° 25' 56" NB, 6° 13' 11" OL | 0177/WN027 | Woonhuis behorend bij landgoed                 |
| Boerderij                                      |          |           | Rozendaelseweg 26     | 52° 26' 7" NB, 6° 12' 49" OL  | 0177/WN028 | Boerderij                                      |
| Schrikhekken                                   |          |           | Rozendaelseweg Ong.   |                               | 0177/WN029 | Schrikhekken                                   |
| Brug over de vloedgraven                       |          |           | Rozendaelseweg Ong.   |                               | 0177/WN030 | Upload foto                                    |
| Villa                                          |          |           | Stationsweg 1         | 52° 26' 6" NB, 6° 13' 58" OL  | 0177/WN031 | Villa                                          |
| Woonhuis                                       |          |           | Stationsweg 2 + 2a    | 52° 26' 8" NB, 6° 13' 58" OL  | 0177/WN032 | Woonhuis                                       |
| Villa                                          |          |           | Stationsweg 14        | 52° 26' 0" NB, 6° 13' 47" OL  | 0177/WN033 | Villa                                          |
| Dienstwoning                                   |          |           | Stationsweg 30        | 52° 25' 43" NB, 6° 13' 30" OL | 0177/WN034 | Dienstwoning                                   |
| Voormalig stationsgebouw                       |          |           | Stationsweg 34 + 36   | 52° 25' 40" NB, 6° 13' 16" OL | 0177/WN035 | Meer afbeeldingen                              |
| Herenhuis                                      |          |           | Van der Capellenweg 1 | 52° 26' 26" NB, 6° 14' 8" OL  | 0177/WN036 | Herenhuis                                      |
| Boerderij                                      |          |           | Woolthuisweg 28       | 52° 25' 35" NB, 6° 13' 50" OL | 0177/WN037 | Boerderij                                      |
| Boerderij                                      |          |           | Zuthemerweg 11        | 52° 26' 44" NB, 6° 12' 37" OL | 0177/WN038 | Boerderij                                      |
| Grenspaal Zwollerkerspel / Heino               |          |           | Zuthemerweg Ong.      | 52° 27' 6" NB, 6° 11' 39" OL  | 0177/WN039 | Grenspaal Zwollerkerspel / Heino               |

## Laag Zuthem
De plaats Laag Zuthem kent 2 gemeentelijke monumenten:
| Object                          | Bouwjaar | Architect | Locatie           | Coördinaten                   | Nr.        | Afbeelding                      |
| ------------------------------- | -------- | --------- | ----------------- | ----------------------------- | ---------- | ------------------------------- |
| Dijkstoel                       |          |           | Kolkweg Ong.      |                               | 0177/WN040 | Dijkstoel                       |
| Gereformeerde kerk met pastorie |          |           | Langeslag 38 + 40 | 52° 27' 42" NB, 6° 10' 21" OL | 0177/WN041 | Gereformeerde kerk met pastorie |

## Lierderholthuis
De plaats Lierderholthuis kent 2 gemeentelijke monumenten:
| Object                   | Bouwjaar | Architect | Locatie           | Coördinaten                   | Nr.        | Afbeelding               |
| ------------------------ | -------- | --------- | ----------------- | ----------------------------- | ---------- | ------------------------ |
| R.K.-kerk                |          |           | Kerkslagen 1      | 52° 26' 10" NB, 6° 11' 30" OL | 0177/WN042 | R.K.-kerk                |
| Boerderij “Kraijenschot” |          |           | Nieuwe Wetering 1 | 52° 25' 55" NB, 6° 12' 28" OL | 0177/WN043 | Boerderij “Kraijenschot” |

## Luttenberg
De plaats Luttenberg kent 4 gemeentelijke monumenten:
| Object                                  | Bouwjaar | Architect | Locatie            | Coördinaten                   | Nr.        | Afbeelding  |
| --------------------------------------- | -------- | --------- | ------------------ | ----------------------------- | ---------- | ----------- |
| R.K.-kerk                               |          |           | Butzelaarstraat 24 | 52° 24' 14" NB, 6° 22' 4" OL  | 0177/WN044 | R.K.-kerk   |
| Pastorie behorend bij naastgelegen kerk |          |           | Butzelaarstraat 24 | 52° 24' 14" NB, 6° 22' 4" OL  | 0177/WN045 | Upload foto |
| Vakantiehuis                            |          |           | Butzelaarstraat 64 | 52° 23' 57" NB, 6° 22' 4" OL  | 0177/WN046 | Upload foto |
| Boerderij                               |          |           | Looweg 17          | 52° 23' 54" NB, 6° 22' 46" OL | 0177/WN047 | Upload foto |

## Mariënheem
De plaats Mariënheem kent 2 gemeentelijke monumenten:
| Object    | Bouwjaar | Architect | Locatie        | Coördinaten                  | Nr.        | Afbeelding |
| --------- | -------- | --------- | -------------- | ---------------------------- | ---------- | ---------- |
| Boerderij |          |           | Kloosterdijk 1 | 52° 22' 10" NB, 6° 18' 6" OL | 0177/WN048 | Boerderij  |
| Woonhuis  |          |           | Ten Haveweg 39 | 52° 24' 2" NB, 6° 18' 60" OL | 0177/WN049 | Woonhuis   |

## Nieuw Heeten
De plaats Nieuw Heeten kent 5 gemeentelijke monumenten:
| Object                        | Bouwjaar | Architect | Locatie                    | Coördinaten                   | Nr.        | Afbeelding                    |
| ----------------------------- | -------- | --------- | -------------------------- | ----------------------------- | ---------- | ----------------------------- |
| Woonhuis                      |          |           | Holterweg 53               | 52° 19' 41" NB, 6° 18' 43" OL | 0177/WN050 | Woonhuis                      |
| Pastoorstuin en begraafplaats |          |           | Scholtensstraat Bij 1 en 3 |                               | 0177/WN051 | Pastoorstuin en begraafplaats |
| R.K.-kerk                     |          |           | Scholtensstraat 1          | 52° 19' 13" NB, 6° 21' 7" OL  | 0177/WN052 | R.K.-kerk                     |
| Pastorie                      |          |           | Scholtensstraat 3          | 52° 19' 13" NB, 6° 21' 7" OL  | 0177/WN053 | Pastorie                      |
| Dubbel woonhuis               |          |           | Zwarteweg 18 + 20          | 52° 19' 28" NB, 6° 20' 53" OL | 0177/WN054 | Dubbel woonhuis               |

## Raalte
De plaats Raalte kent 23 gemeentelijke monumenten:
| Object                                | Bouwjaar | Architect | Locatie                            | Coördinaten                   | Nr.        | Afbeelding                            |
| ------------------------------------- | -------- | --------- | ---------------------------------- | ----------------------------- | ---------- | ------------------------------------- |
| Woonhuis                              |          |           | Brugstraat 29 + 31                 | 52° 23' 3" NB, 6° 16' 37" OL  | 0177/WN055 | Woonhuis                              |
| Woonhuis, voormalig huis van bewaring |          |           | Burgemeester Kerssemakersstraat 11 | 52° 23' 13" NB, 6° 16' 14" OL | 0177/WN056 | Woonhuis, voormalig huis van bewaring |
| Woonhuis                              |          |           | Burgemeester Kerssemakersstraat 14 | 52° 23' 15" NB, 6° 16' 14" OL | 0177/WN057 | Woonhuis                              |
| Woonhuis, Villa Entepol               |          |           | Burgemeester Kerssemakersstraat 29 | 52° 23' 13" NB, 6° 16' 10" OL | 0177/WN058 | Woonhuis, Villa Entepol               |
| Woonhuis                              |          |           | Burgemeester Kerssemakersstraat 40 | 52° 23' 15" NB, 6° 16' 1" OL  | 0177/WN059 | Woonhuis                              |
| Woonzorgcentrum Angeli Custodes       |          |           | Burgemeester Kerssemakersstraat 46 | 52° 23' 15" NB, 6° 15' 57" OL | 0177/WN060 | Woonzorgcentrum Angeli Custodes       |
| Voormalige burgemeesterswoning        |          |           | Burgemeester Kerssemakersstraat 53 | 52° 23' 12" NB, 6° 15' 54" OL | 0177/WN061 | Voormalige burgemeesterswoning        |
| Winkelpui                             |          |           | Grotestraat 3                      | 52° 23' 8" NB, 6° 16' 31" OL  | 0177/WN062 | Winkelpui                             |
| Overijssels Kanaal                    |          |           | Kanaal BBK                         |                               | 0177/WN063 | Upload foto                           |
| Enkbrug, ophaalbrug                   |          |           | Kanaalstraat / Enkstraat Ong.      |                               | 0177/WN064 | Enkbrug, ophaalbrug                   |
| Watertoren                            |          |           | Korenstraat 25                     | 52° 23' 23" NB, 6° 16' 39" OL | 0177/WN065 | Watertoren                            |
| M.O.K.-werfjes                        |          |           | Mettingenlaan Ong.                 |                               | 0177/WN066 | M.O.K.-werfjes                        |
| Trafohuis                             |          |           | Nieuwe Deventerweg 33a             | 52° 21' 36" NB, 6° 15' 23" OL | 0177/WN067 | Trafohuis                             |
| Joodse begraafplaats                  |          |           | Oude Molenweg Ong.                 |                               | 0177/WN068 | Joodse begraafplaats                  |
| Voormalige synagoge                   |          |           | Stationsstraat 21                  | 52° 23' 19" NB, 6° 16' 38" OL | 0177/WN069 | Voormalige synagoge                   |
| Boerderij                             |          |           | Stobbenbroekerweg 33               | 52° 23' 55" NB, 6° 14' 54" OL | 0177/WN070 | Boerderij                             |
| Boerderij                             |          |           | Sumpelweg 3                        | 52° 21' 14" NB, 6° 15' 10" OL | 0177/WN071 | Boerderij                             |
| Boerderij                             |          |           | Velnerweg 6 + 8                    | 52° 24' 48" NB, 6° 13' 32" OL | 0177/WN072 | Boerderij                             |
| Wederopbouwkerk                       |          |           | Westdorplaan 122                   | 52° 22' 48" NB, 6° 16' 13" OL | 0177/WN073 | Wederopbouwkerk                       |
| Baarhuisje                            |          |           | Westdorplaan 132c                  | 52° 22' 38" NB, 6° 16' 8" OL  | 0177/WN074 | Baarhuisje                            |
| Boerderij                             |          |           | Wijheseweg 56                      | 52° 22' 57" NB, 6° 13' 20" OL | 0177/WN075 | Boerderij                             |
| Schoolgebouw                          |          |           | Zwolsestraat 18                    | 52° 23' 19" NB, 6° 16' 17" OL | 0177/WN076 | Schoolgebouw                          |
| Voormalig tolhuis                     |          |           | Zwolsestraat 61                    | 52° 23' 37" NB, 6° 16' 4" OL  | 0177/WN077 | Voormalig tolhuis                     |

Almelo ·
Borne ·
Dalfsen ·
Dinkelland ·
Deventer ·
Enschede ·
Haaksbergen ·
Hardenberg ·
Hellendoorn ·
Hengelo ·
Hof van Twente ·
Kampen ·
Losser ·
Oldenzaal ·
Olst-Wijhe ·
Ommen ·
Raalte ·
Rijssen-Holten ·
Staphorst ·
Steenwijkerland ·
Twenterand ·
Wierden ·
Zwartewaterland ·
Zwolle